# ThetaHealing
ThetaHealing은 1994년 Vianna Stibal이 건강, 부 또는 사랑의 목표를 달성하는 데 영향을 미치는 잠재 의식 속에 내재된 신념이라는 개념을 제안함으로써 사람들이 변화할 수 있도록 돕기 위해 고안된 자조 양식이다.

## 적용
ThetaHealing은 클라이언트와 세타(theta) 치료사가 서로 마주보고 앉아서, 또는 전화 상으로 진행하는 ‘신념 작업‘이라는 개별 세션의 형태로 적용된다. 매일 자기 명상과 성찰을 위한 수단으로도 이용할 수 있다.
본 치료에 대한 아이디어는 참가자가 코어, 유전, 역사 및 영혼의 수준에서 소위 잠재 의식에 존재할 수 있는 ‘신념‘을 찾아 바꿀 수 있다는 것이다.
본 치료의 목표는 전반적인 건강과 웰빙을 개선하는 것이다. Vianna가 말한 것처럼, 신념 작업을 통해 부정적인 사고 패턴을 없애고 긍정적이고 유익한 사고 패턴으로 대체할 수 있는 능력을 갖출 수 있게 된다.

## 철학
Vianna Stibal에 따르면, ThetaHealing 철학의 핵심은 ‘완벽한 사랑과 지성의 장소‘라고도 하는 ‘모든 7 계의 창조자(Creator of All That Is of the Seventh Plane)‘의 중요성을 강조하는 프레임워크를 제공하는 ‘존재의 7계(Seven Planes of Existence)‘이다.7계는 모든 것을 창조하는 생명력으로, 존재의 7계는 원자와 입자의 움직임과 관련된 물리적 및 영적 세계를 말한다.
또한, 이러한 개념들은 대부분의 종교적인 개념들과 통합될 수 있다.

## 비판
ThetaHealing의 철학은 소수만 이해할 수 있고 신념을 토대로 하고 있다는 이유로 비판을 받았다.